# ألان كوك كاي
ألان كوك كاي (بالإنجليزية: Alan Cooke Kay) هو محامي وقاضي أمريكي، ولد في 5 يوليو 1932 في هونولولو في الولايات المتحدة.